# Мордовські Полянки (Єльниківський район)
Мордо́вські Поля́нки (рос. Мордовские Полянки, ерз. Мокшень Куженя) — присілок у складі Єльниківського району Мордовії, Росія. Входить до складу Мордовсько-Маскинського сільського поселення.
Населення — 49 осіб (2010; 67 у 2002).
Національний склад (станом на 2002 рік):
- мордва — 97 %